# Onderdoorgang Contactweg
De Onderdoorgang Contactweg is een bouwkundig kunstwerk in Westpoort, Amsterdam.
Jarenlang verliep de kruising tussen de Kabelweg, een spoorwegemplacement, koelwaterkanaal en de Nieuwe Hemweg via de bruggen 1919 en 1920 van Dirk Sterenberg van de Dienst der Publieke Werken. Dat spoorwegemplacement was een sta-in-de-weg; automobilisten moesten soms tijden wachten voordat een lange goederentrein gepasseerd was. Dit werd rond 2020 een dermate groot probleem, auto’s stonden soms vanaf de afslag rijksweg 10 vast, dat er een andere oplossing gezocht moest worden. Deze nieuwe oplossing kon er ook voor zorg dragen dat de Nederlandse Spoorwegen en ook ProRail het spoor frequenter konden gebruiken.
Er werd gekozen om de Kabelweg via de Contactweg een verbinding te laten maken met de Nieuwe Hemweg. Daartoe werd vanaf juli 2020 een deel van de Nieuwe Hemweg en de Contactweg afgegraven tot een kuil, zodat er een ondergrondse aansluiting kon worden bewerkstelligd. Deze werkzaamheden hadden wel tot gevolg dat een redelijk drukke fietsroute Amsterdam-Zaanstad via de Hempont afgesloten werd; fietsers moesten daarbij behoorlijk omrijden. Die kuil maakte het noodzakelijk dat er keerwanden gebruikt moesten worden om de Amsterdamse blubber te weerhouden de kuil weer op te vullen. Bij die keerwanden werd gerecycled beton (circulair beton) gebruikt dat afkomstig was van een nieuwbouwproject in Buiksloterham. Om het gehele complex te kunnen dragen moesten 735 heipalen de grond in. De 1500 ton zware overspanning (spoordek) werd naast het beoogde complex gefabriceerd en tijdens een treinstilte in juni 2021 op haar plaats geschoven, een afstand van 21,5 meter. Daartoe moest in het bestaande spoorsysteem over een afstand van circa 70 meter de rails, de ballast, de geleidingsportalen en bovenleidingen verwijderd worden. Opvallend aan de wanden en overspanning zijn de kleuren grijs en geel, om voldoende zicht te houden en geen rechte afslaghoek te krijgen werden de tunnelwanden afgerond, schuin aflopend en voorzien van zichtgleuven. De aannemer noemde het een “ranke taille” en een toevoeging vanuit esthetisch oogpunt. Origineel was het complex nog 150 meter langer. Resultaat van de bouw van het complex was dat de Contactweg in twee delen werd geknipt.
De werkzaamheden begonnen in 2020, de ruwbouw was in 2021 klaar en in februari 2022 kon het complex geopend worden. Fietsers konden al in januari 2022 weer van de gebruikelijke route gebruik maken. Die fietsbrug lijkt losjes over het complex te liggen; ze is zonder brugpijler opgehangen tussen de landhoofden. De fietsbrug is ruim 38 meter lang, 6 meter breed en weegt zelf 87.000 kilo. Ze is ontworpen en gebouwd door ASK Romein; zij deelden mee dat de leuningen en balustraden onderdeel zijn van de dragende constructie van de brug. 
Het totale project zou circa negen miljoen euro’s hebben gekost. Koninklijke Heijmans NV bouwde het complex naar een ontwerp van de Gemeente Amsterdam (eisen) en een basisontwerp van Royal HaskoningDHV, betrokken waren Mari Baauw (architect) en Arthur Blankenspoor (architectonisch ingenieur)..

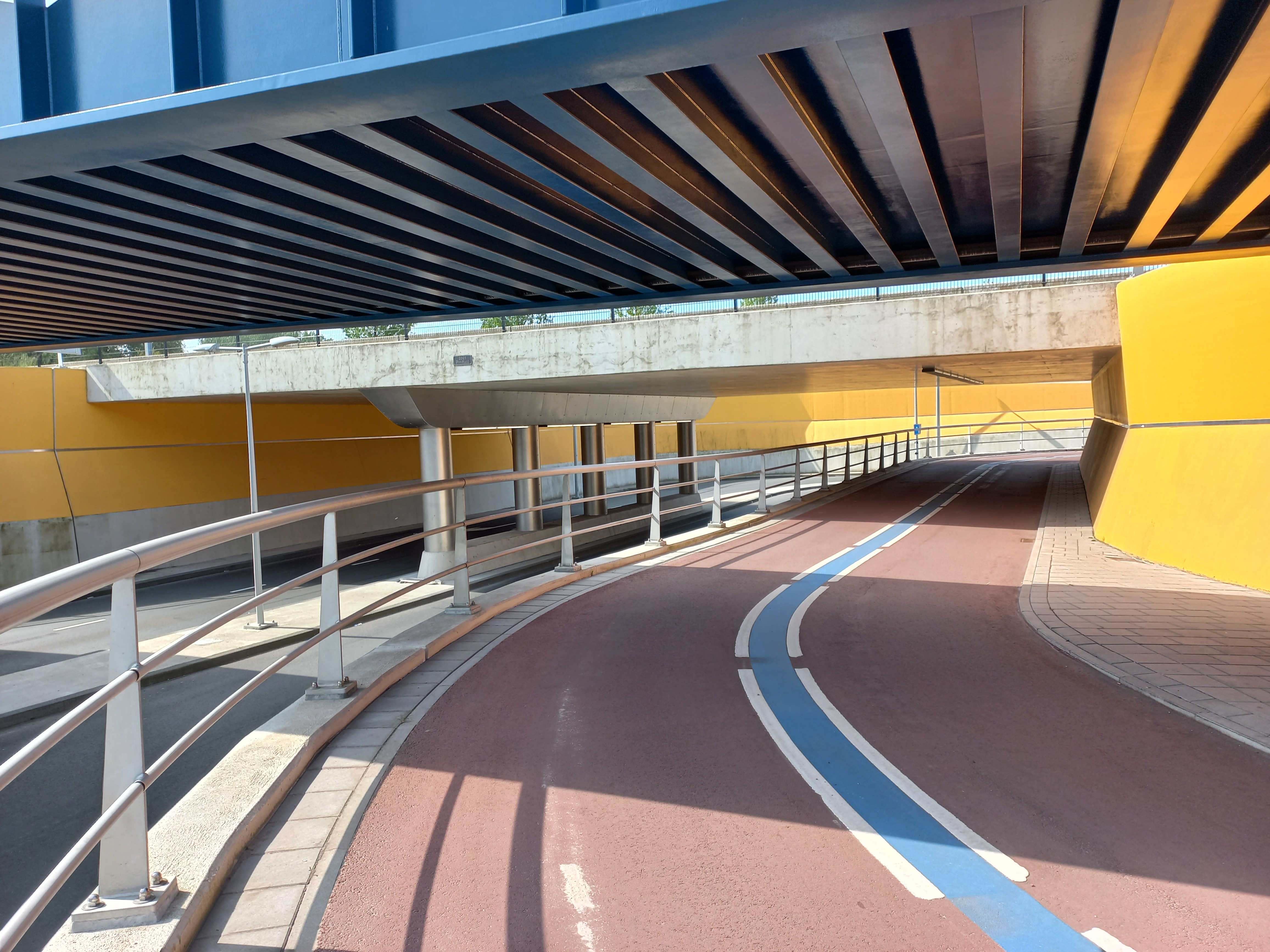
Onderdoorgang (mei 2023)

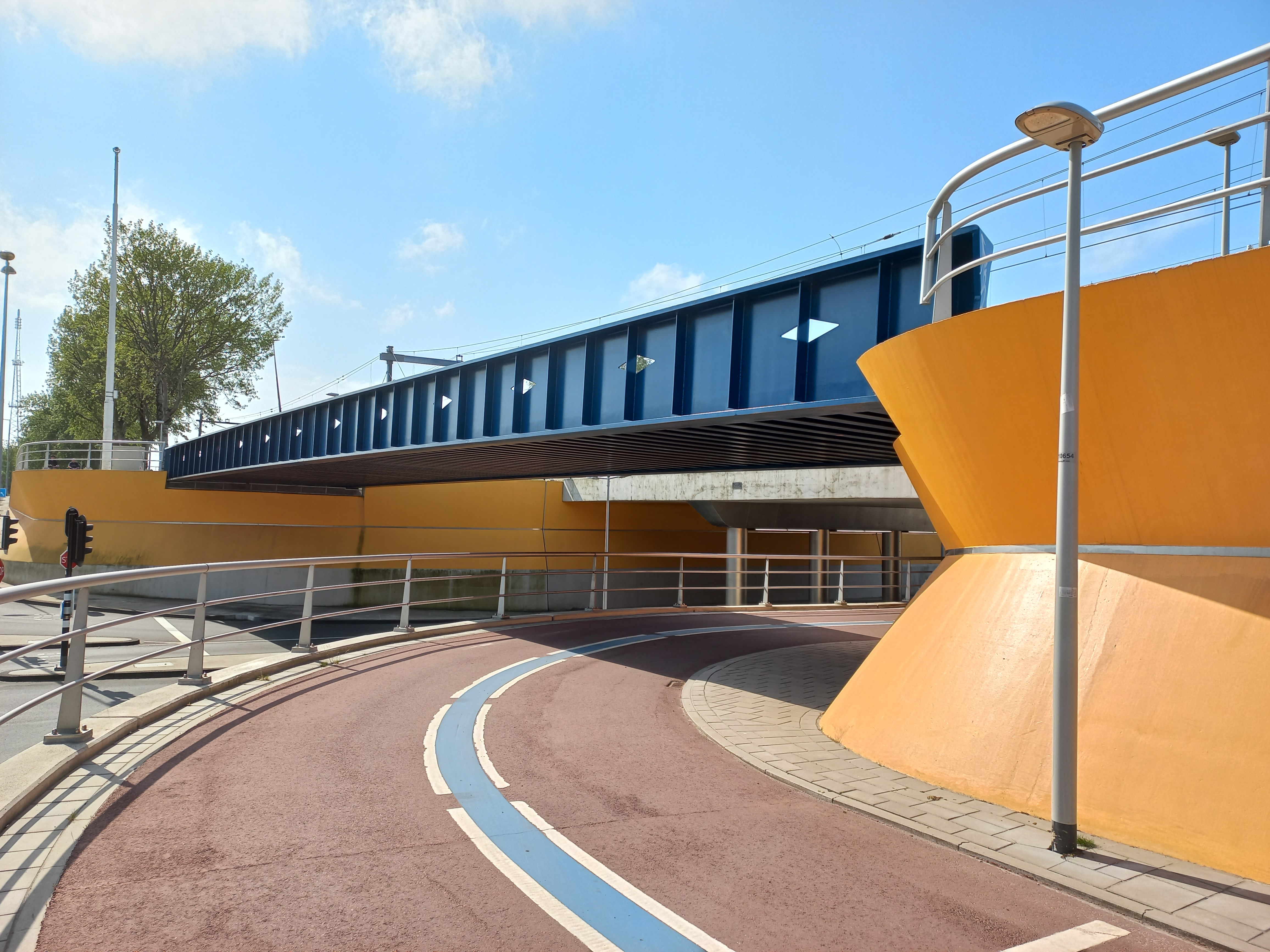
Fietsbrug (mei 2023)